# Choke point
Choke point er et engelsk militærbegreb for et lille eller smalt område, som en større mængde soldater ikke kan passere samtidig. De har derved sværere ved at angribe og kan lettere nedkæmpes af en mindre talstærk fjende.
| Militær | Spire Denne artikel om militær er en spire som bør udbygges. Du er velkommen til at hjælpe Wikipedia ved at udvide den. |